# L'Entremetteuse (Dirck van Baburen)
Pour l’article homonyme, voir L'Entremetteuse.
L’Entremetteuse est le nom de plusieurs toiles de Dirck van Baburen, un peintre de l’âge d'or de la peinture néerlandaise. Le tableau est dans le style de l’École caravagesque d’Utrecht. Il a eu une grande influence sur Johannes Vermeer, qui en a repris le thème dans sa propre Entremetteuse, mais aussi l'image elle-même dans plusieurs de ses œuvres, puisqu'il est notamment reproduit en abyme dans Le Concert et Jeune femme jouant du virginal.
Cette œuvre présente une scène de bordel avec une entremetteuse qui montre le creux de sa main, une prostituée tenant un luth et un jeune homme avec une pièce de monnaie.
Il existe plusieurs versions de L’Entremetteuse. L’une se trouve au musée des Beaux-Arts de Boston et l’autre au Rijksmuseum d’Amsterdam. Le Musée des Beaux-Arts affirme qu’il possède une version de 1622 de Dirck van Baburen. On considère que celle du Rijksmuseum a été peinte après 1623 par Dirck van Baburen ou qu’elle en est une copie.
L’Institut Courtauld à Londres en possède une version dont on a découvert vers 2010 qu’elle était de la main du faussaire génial Han van Meegeren.)